# Bouillancourt-la-Bataille
Bouillancourt-la-Bataille is een gemeente in het Franse departement Somme (regio Hauts-de-France) en telt 106 inwoners (1999). De plaats maakt deel uit van het arrondissement Montdidier.

## Geografie
De oppervlakte van Bouillancourt-la-Bataille bedraagt 3,6 km², de bevolkingsdichtheid is 29,4 inwoners per km².
De onderstaande kaart toont de ligging van Bouillancourt-la-Bataille met de belangrijkste infrastructuur en aangrenzende gemeenten.

## Demografie
Onderstaande figuur toont het verloop van het inwonertal (bron: INSEE-tellingen).